# Thimlich Ohinga
Thimlich Ohinga est un site archéologique situé au Kenya dans le comté de Migori à 180 km au sud de Kisumu sur une colline en pente douce à environ 46 km au nord-nord-ouest de Migori et des mines d'or de Macalder.
Le nom signifie littéralement « la grande forêt m'effraie » en langue luo. La technique de construction est comparable à celle utilisée au Grand Zimbabwe. Il s'agit d'une série enceintes plus ou moins circulaires de pierres occupants une surface de plus de 21 ha, mesurant de 1 à 4,2 mètres de hauteur et de 1 à 3 mètres de largeur édifiées sans apprêt ni mortier par les Bantous d'abord puis renforcées et utilisées par les Luo pour se défendre des pilleurs Kalenjin-Nandi ensuite. Les vestiges les plus anciens de cette forteresse, qui fut occupée jusqu'en 1981, ont plus de 500 ans.
Bien que ce soit le site le mieux conservé, il est loin d'être le seul exemplaire de mur de défense dans la région est du lac Victoria. On en a dénombré 521 dans 139 localités différentes, soit bâtis par des Bantous, soit par des Nilotes.
Depuis 1981, le site est classé monument national et géré par les Musées nationaux du Kenya qui ont soumis, en 2010, un dossier devant l'UNESCO pour que le site soit inscrit au patrimoine mondial en tant que paysage culturel. Ce classement devient effectif en 2018.